# Mundell Lowe
James Mundell Lowe (Shady Grove (Mississippi), 21 april 1922 – San Diego, 2 december 2017) was een Amerikaanse jazzgitarist, -componist en orkestleider, die vaak op radio, televisie en film werkte, en als sessiemuzikant. Hij produceerde film- en tv-partituren in de jaren 1970, zoals de Billy Jack-soundtrack en muziek voor Starsky and Hutch en werkte in de jaren 1990 samen met André Previn's Trio.

## Biografie
Lowe, de zoon van een baptistenpredikant, groeide op op een boerderij in Shady Grove, Mississippi, in de buurt van Laurel. Hij begon op 8-jarige leeftijd gitaar te spelen, met zijn vader en zus als zijn eerste leraren. Op 13-jarige leeftijd liep hij van huis weg om in bandjes te spelen. Af en toe vond zijn vader hem, bracht hem naar huis en waarschuwde hem voor de gevaren van whisky. Op 16-jarige leeftijd werkte Lowe in Nashville aan het radioprogramma Grand Ole Opry. Hij was lid van het Jan Savitt-orkest, voordat hij in het leger diende tijdens de Tweede Wereldoorlog. Tijdens de basistraining raakte hij bevriend met John Hammond, die weekendjamsessies organiseerde. Hij trad op in een legerdansband, terwijl hij in Guadalcanal was. Na zijn ontslag belde hij Hammond, op zoek naar werk, die hem naar Ray McKinley stuurde. Hij bracht twee jaar door met de bigband van McKinley in New York. Hij sloot zich aan bij het Benny Goodman-orkest en werkte de daaropvolgende jaren met tussenpozen bij Café Society en andere clubs in New York.
In 1950 werd hij door NBC aangenomen als stafmuzikant. Hij en Ed Shaughnessy waren meer dan tien jaar lid van de Today Show-band. Lowe speelde in een aflevering van het televisieprogramma Armstrong Circle Theatre met onder meer Walter Matthau en livemuziek van Doc Severinsen. In de weekenden speelde hij jazz, waarbij hij soms toestemming kreeg van NBC om voor perioden van zes maanden te vertrekken. In de jazzwereld speelde hij met Jimmy Dorsey en Tommy Dorsey, Bill Evans, Billie Holiday, Red Norvo, Charles Mingus, Charlie Parker, het Sauter-Finegan Orchestra en Lester Young. Hij componeerde en arrangeerde voor NBC. Hij was verantwoordelijk voor de introductie van pianist Bill Evans bij producent Orrin Keepnews, wat resulteerde in Evans' eerste opnamen als leader.
In 1965 verhuisde hij naar Los Angeles en werkte hij voor NBC als stafgitarist, componist en arrangeur. Hij schreef muziek voor de tv-programma's Hawaii Five-O, Starsky & Hutch en The Wild Wild West en de films Billy Jack en Everything You Always Wanted to Know About Sex* (*But Were Afraid to Ask). Hij nam op met Carmen McRae en Sarah Vaughan. In de jaren 1980 werkte hij samen met André Previn, Tete Montoliu en The Great Guitars. Hij was docent aan het Guitar Institute of Technology en de Grove School of Music. Hij was verscheidene jaren muziekdirecteur van het Monterey Jazz Festival. Tijdens zijn carrière werkte hij samen met Benny Carter, Miles Davis, Ella Fitzgerald, Johnny Hodges, Rahsaan Roland Kirk, Lee Konitz, Peggy Lee, Fats Navarro, Shirley Scott, Dinah Washington en Ben Webster. In de laatste decennia van zijn leven werkte hij vaak samen met fluitiste Holly Hoffman. Op 93-jarige leeftijd bracht hij het album Poor Butterfly uit. Lowe was 42 jaar getrouwd met zangeres Betty Bennett, zijn derde vrouw. In zijn laatste jaren woonde het echtpaar in San Diego.

## Overlijden
Mundell Lowe overleed in december 2017 op 95-jarige leeftijd.

## Discografie

### Als leader
- 1955: The Mundell Lowe Quartet (Riverside)
- 1956: Guitar Moods (Riverside)
- 1956: New Music of Alec Wilder (Riverside)
- 1957: A Grand Night for Swinging (Riverside)
- 1959: Porgy & Bess (RCA Camden)
- 1959: TV Action Jazz! (RCA Camden)
- 1960: Themes from Mr. Lucky, The Untouchables and Other TV Action Jazz (RCA Camden)
- 1961: Satan in High Heels (Charlie Parker)
- 1962: Blues for a Stripper (Charlie Parker)
- 1973: California Guitar (Famous Door)
- 1977: Guitar Player (Dobre)
- 1991: Sweet 'n' Lovely 1 (Fresh Sound)
- 1991: Sweet 'n' Lovely 2 (Fresh Sound)

### Als sideman
Met Ruby Braff
- 1955: Holiday in Braff (Bethlehem)
- 1959: Easy Now (RCA Victor)
- 1959: You're Getting to Be a Habit with Me (Stere-o-Craft)

Met Chris Connor
- 1957: Chris Connor Sings the George Gershwin Almanac of Song (Atlantic)
- 1957: I Miss You So (Atlantic)
- 1958: Chris Craft (Atlantic)
- 1959: Witchcraft (Atlantic)
- 1963: At the Village Gate (FM)

Met Carmen McRae
- 1954: Carmen McRae (Bethlehem Records)
- 1956: Blue Moon (Decca)
- 1958: Birds of a Feather (Decca)
- 1962: Carmen McRae Sings Lover Man and Other Billie Holiday Classics (Philips)

Met André Previn
- 1990: Uptown (Telarc International Corporation)
- 1992: Old Friends (Telarc)
- 1993: What Headphones? (Angel Records)
- 1995: André Previn and Friends Play Show Boat (Deutsche Grammophon)
- 1997: Jazz at the Musikverein (Verve Records)

Met Felicia Sanders
- 1958: That Certain Feeling (Decca)
- 1960: I Wish You Love (Time)
- 1964: Felicia Sanders (Time)

Met Tony Scott
- 1956: Both Sides of Tony Scott (RCA Victor)
- 1956: The Touch of Tony Scott (RCA Victor)
- 1987: Gypsy (Fresh Sound)

Met anderen
- 1954: Benny Goodman, The New Benny Goodman Sextet (Philips)
- 1955: Ray McKinley's Orchestra Arr. by Eddie Sauter, Borderline (Savoy)
- 1955: Sarah Vaughan, Sarah Vaughan in Hi-Fi (Columbia)
- 1955: Ted Straeter, Ted Straeter's New York (Atlantic)
- 1956: Al Klink, Progressive Jazz (Grand Award)
- 1956: Rex Stewart & Peanuts Hucko, Dedicated Jazz (Jazztone)
- 1957: Johnny Guarnieri, The Duke Again (Coral)
- 1957: Russ Case, Dances Wild (Vik)
- 1958: Blossom Dearie, Once Upon a Summertime (Verve)
- 1958: Creed Taylor, Shock Music in Hi-Fi (ABC-Paramount)
- 1958: Don Elliott, Music for the Sensational Sixties (Design)
- 1958: Hymie Shertzer, All the King's Saxes (Disneyland)
- 1958: Johnnie Ray, Til Morning (Columbia)
- 1958: Lee Wiley, A Touch of the Blues (RCA Victor)
- 1958: Sammy Davis jr., Mood to Be Wooed (Decca)
- 1958: Sauter-Finegan Orchestra, Straight down the Middle (RCA Victor)
- 1959: Deane Kincaide, The Solid South (Everest)
- 1959: Donna Hightower, Take One! (Capitol)
- 1959: Helen Merrill, American Country Songs (Atco)
- 1959: Kenyon Hopkins & Creed Taylor, The Sound of New York (ABC-Paramount)
- 1959: Ruth Brown, Late Date with Ruth Brown (Atlantic)
- 1959: Steve Allen, ...and All That Jazz (Dot)
- 1959: Don Elliott, Counterpoint for Six Valves (Riverside)
- 1959: Steve Allen, Steve Allen at the Roundtable (Roulette)
- 1960: Ben Webster, The Soul of Ben Webster (Verve)
- 1960: Hugo Montenegro, Bongos and Brass (Time)
- 1960: Marty Gold, Swingin' West (RCA Victor)
- 1960: Creed Taylor, Ping Pang Pong the Swinging Ball (ABC-Paramount)
- 1961: Al Cohn, Son of Drum Suite (RCA Victor)
- 1961: Chita Rivera, And Now I Sing! (Seeco)
- 1961: George Siravo, Seductive Strings by Siravo (Time)
- 1961: Marty Manning, The Twilight Zone (Columbia)
- 1961: Tony Bennett, My Heart Sings (Columbia)
- 1961: Sarah Vaughan, After Hours (Roulette)
- 1962: Arthur Prysock, Arthur Prysock Sings Only for You (Old Town)
- 1962: Ella Fitzgerald, Rhythm Is My Business (Verve)
- 1963: Betty Comden, Richard Lewine, Remember These (Ava)
- 1963: Eydie Gormé, Blame It on the Bossa Nova (Columbia)
- 1964: Jimmy Forrest, Soul Street (New Jazz)
- 1964: Johnny Hodges & Wild Bill Davis, Blue Rabbit (Verve)
- 1964: Lalo Schifrin, New Fantasy (Verve)
- 1964: Morgana King, With a Taste of Honey (Mainstream)
- 1964: Quincy Jones, Quincy Jones Explores the Music of Henry Mancini (Mercury)
- 1964: Shirley Scott, For Members Only (Impulse!)
- 1965: Herbie Mann, Herbie Mann Plays The Roar of the Greasepaint – The Smell of the Crowd  (Atlantic)
- 1965: Joe Mooney, The Happiness of Joe Mooney (Columbia)
- 1965: Wild Bill Davis & Johnny Hodges, Con-Soul and Sax (RCA Victor)
- 1965: Sammy Davis jr., Try a Little Tenderness (Decca)
- 1965: Tony Bennett, Who Can I Turn To (CBS)
- 1965: Wild Bill Davis, Free Frantic and Funky (RCA Victor)
- 1973: Cher, Bittersweet White Light (MCA)
- 1974: Louie Bellson, Louie Rides Again! (Percussion Power)
- 1974: Will Bradley & Johnny Guarnieri, Big Band Boogie (RCA)
- 1976: Patty Weaver, Feelings (RE/SE)
- 1976: Randy Crawford, Everything Must Change (Warner Bros.)
- 1976: Patty Weaver, Patty Weaver Sings "As Time Goes By" (RE/SE)
- 1978: Benny Carter, Live and Well in Japan! (Pablo)
- 1980: Cal Tjader, Gozame! Pero Ya... (Concord Jazz Picante)
- 1980: Jack Sheldon, Singular (Beez)
- 1981: Michael Parks, You Don't Know Me (First American)
- 1981: Jack Sheldon, Playin' It Straight (M&K)
- 1983: Charlie Parker, Parker Plus Strings (Charlie Parker)
- 1984: Barry Manilow, 2:00 AM Paradise Cafe (Arista)
- 1984: Jimmy Scott, Very Truly Yours (Savoy)
- 1987: Les Brown, Digital Swing (Fantasy)
- 1992: Betty Bennett, The Song Is You (Fresh Sound)
- 1992: Kiri Te Kanawa, Kiri Sidetracks (Philips)
- 1992: Spike Robinson, Reminiscin (Capri)
- 1994: Bill Berry, Shortcake (Concord Jazz)
- 1994: Benny Carter, Elegy in Blue (MusicMasters)

- Bibsys: 5012194
- Biblioteca Nacional de España: XX1502756
- Bibliothèque nationale de France: cb13896827h (data)
- Gemeinsame Normdatei: 13458466X
- International Standard Name Identifier: 0000 0001 0856 3180
- Library of Congress Control Number: n92027274
- MusicBrainz: 7df5e236-c1c4-43b9-9cf3-5838c892bc43
- Nationale Bibliotheek van Tsjechië: xx0177061
- Nationale bibliotheek van Australië: 35748078
- Nationale Bibliotheek van Israël: 987007604551705171
- Nederlandse Thesaurus van Auteursnamen: 099577127
- SNAC: w6s47cvr
- Système universitaire de documentation: 059541687
- Virtual International Authority File: 29718581
- WorldCat: E39PBJth3ygrpVMqVFDckK6qcP